# Geaya brunea
Geaya brunea is een hooiwagen uit de familie Sclerosomatidae.